# Placido Campolo
Placido Campolo (Messina, 1693 – Messina, 1743) è stato un pittore italiano.

## Biografia

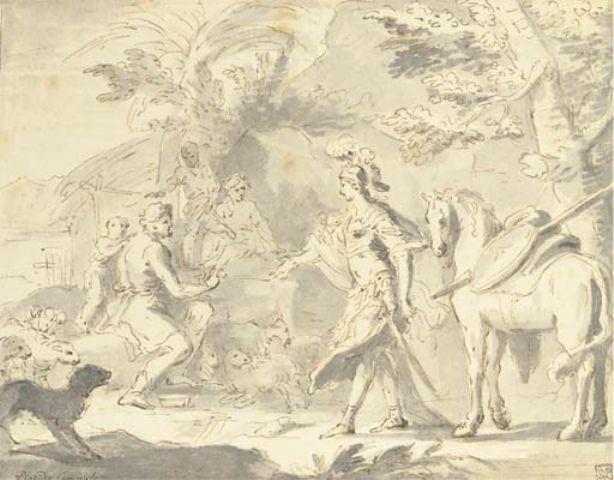
Herminie chez les Bergers.

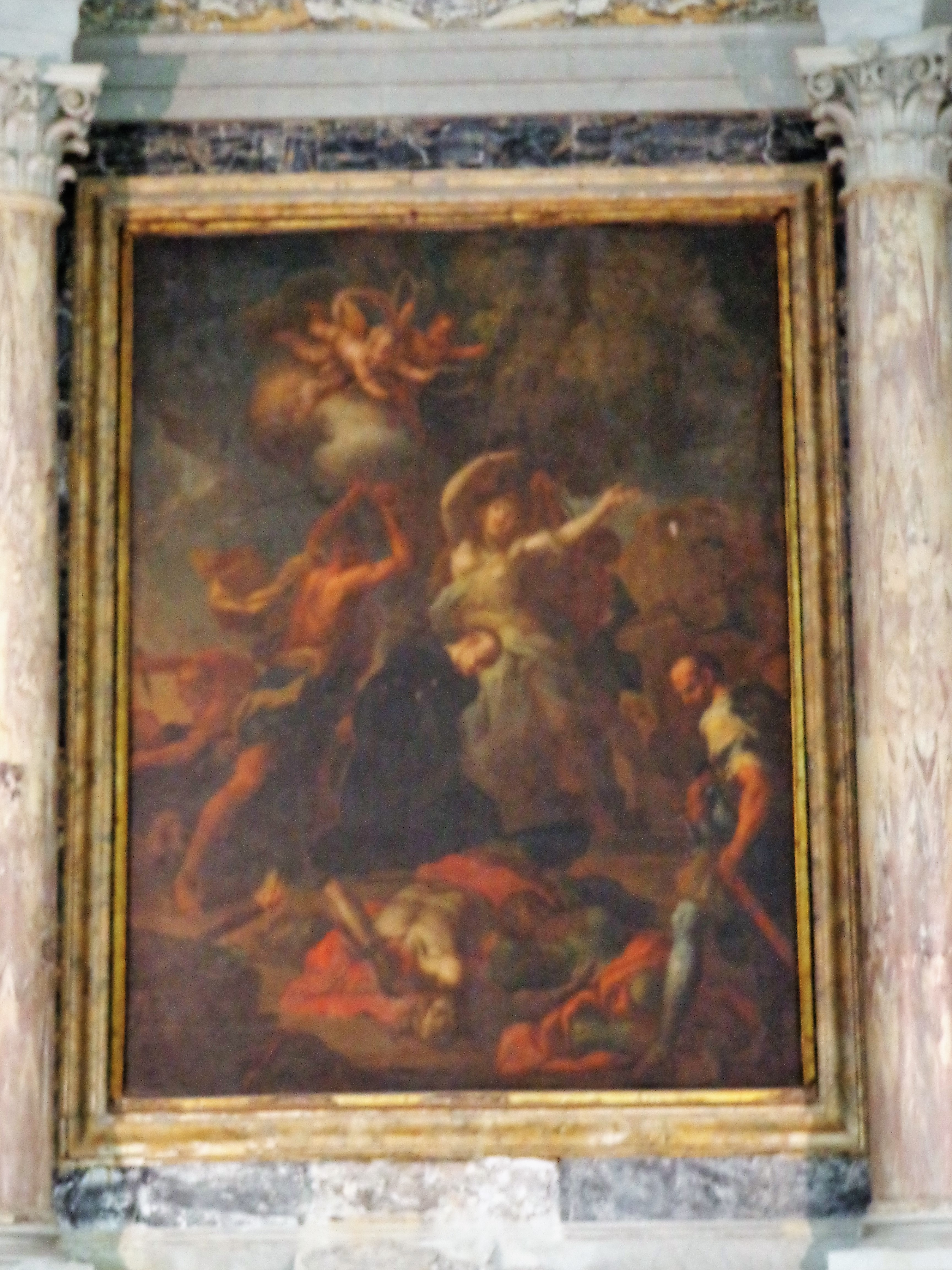
Martirio di San Placido e Santa Flavia, chiesa di San Nicolò l'Arena di Catania.

Inizio il suo apprendistato presso Antonio Filocamo e in seguito si trasferì a Roma e apprese l'arte di dipingere sotto la direzione di Sebastiano Conca. Si mise in luce, sempre a Roma, in un concorso di pittura nel 1732 all'Accademia del disegno. Nel periodo romano ricevette diversi incarichi dal Papa, lavori eseguiti con tale perizia da meritargli l'onore dell'abito di cavaliere. Tornato a Messina, dipinse gli affreschi della Galleria del Senato. Su suo disegno e degli architetti Bitto e Asciak nel 1820 fu realizzato a Messina l'Hotel Trinacria.
Morì vittima dell'epidemia di peste che sconvolse Messina nel 1743.

## Elenco parziale delle opere
- Hotel Trinacria a Messina.
- Interno della chiesa di Sant'Angelo della Grecia (1738)
- Galleria del Senato a Messina
- Herminie chez les Bergers, dipinto esposto a Bologna [1]
- Ciclo, affreschi della volta documentati culminanti con la Caduta degli angeli dal Paradiso, opere documentate nella chiesa di Sant'Angelo dei Rossi di Messina.[2]
- Martirio di San Placido e Santa Flavia, dipinto, opera documentata nella Cappella di San Placido della chiesa di San Nicolò l'Arena di Catania.[3][4]
- Maddalena penitente, (1740) dipinto su tela, opera custodita nella cappella eponima della basilica di San Sebastiano di Melilli.
- Sacra Famiglia, (1744) dipinto su tela, opera custodita nella cappella eponima della basilica di San Sebastiano di Melilli.